# Richard Zimmer (General)
Richard Zimmer (* 21. Juni 1893 in Schwäbisch Gmünd; † 20. Juni 1971 in Mittenwald) war ein deutscher Generalleutnant im Zweiten Weltkrieg.

## Leben
Richard Zimmer trat am 8. August 1914 als Kriegsfreiwilliger in die Kaiserliche Armee ein. Am 18. Juni 1915 wurde er Leutnant d. R. und schied im Februar 1919 aus der Armee aus.
In der Weimarer Republik war er im Polizeidienst und wurde später als Major in das Heer übernommen.
Vom 10. November 1938 bis 30. April 1940 war er als Oberstleutnant (Beförderung am 1. Juni 1938) Kommandant vom Gebirgs-Pionier-Bataillon 54. Ab dem 1. Mai 1940 war er Kommandeur des Offizierslehrgangs der Pionier-Schule Dessau-Roßlau und wurde in dieser Position am 1. August 1940 Oberst. Vom 1. Mai 1941 bis 22. Juli 1942 war er einziger Kommandeur der Pioniere in einem Gebirgs-Korps.
Am 1. April 1943 übernahm er das Kommando über die 17. Infanterie-Division und hatte dies bis 17. September 1943 inne. Am 1. Juni 1943 wurde er zum Generalmajor befördert. Am 1. Januar 1944 wurde er Generalleutnant. Von Mai 1944 bis Ende September 1944 war er erneut Kommandeur der 17. Infanterie-Division. Als Kommandeur der 17. Infanterie-Division erhielt er am 16. Oktober 1944 das Ritterkreuz des Eisernen Kreuzes.
Anschließend war er bis Kriegsende Höherer Pionierkommandeur z. b. V. des Wehrkreises XV.